# Komáromi járás (Magyarország)
A Komáromi járás Komárom-Esztergom vármegyéhez tartozó járás Magyarországon, amely 2013-ban jött létre. Székhelye Komárom. Területe 378,78 km², népessége 39 559 fő, népsűrűsége pedig 104 fő/km² volt 2013. elején. 2013. július 15-én három város (Komárom, Ács és Bábolna) és hat község tartozott hozzá.
A Komáromi járás a járások 1983. évi megszüntetése előtt is létezett, ezen a néven az 1950-es járásrendezéstől kezdve, és Komárom megyéhez tartozott.

## Települései
| Település   | Rang (2013. július 15.) | Közös hivatal | Kistérség (2013. január 1.) | Népesség (2013. január 1.) | Terület (km²) |
| ----------- | ----------------------- | ------------- | --------------------------- | -------------------------- | ------------- |
| Komárom     | járásszékhely város     |               | Komáromi                    | 19 200                     | 70,17         |
| Ács         | város                   |               | Komáromi                    | 6 808                      | 103,75        |
| Bábolna     | város                   | Bábolna       | Komáromi                    | 3 774                      | 33,55         |
| Nagyigmánd  | nagyközség              | Nagyigmánd    | Komáromi                    | 3 025                      | 51,37         |
| Almásfüzitő | község                  |               | Komáromi                    | 2 089                      | 8,19          |
| Bana        | község                  | Bábolna       | Komáromi                    | 1 630                      | 25,13         |
| Csém        | község                  | Nagyigmánd    | Komáromi                    | 416                        | 6,28          |
| Kisigmánd   | község                  | Mocsa         | Komáromi                    | 475                        | 13,13         |
| Mocsa       | község                  | Mocsa         | Komáromi                    | 2 142                      | 67,21         |

## Története
A Komáromi járás az 1950-es járásrendezés során jött létre 1950. június 1-jén az addigi Gesztesi járás nevének megváltoztatásával. Fennállása alatt területe csak egyszer változott, amikor 1977-ben Szőnyt Komáromhoz csatolták.
1984. január 1-jétől új közigazgatási beosztás lépett életbe, ezért 1983. december 31-én valamennyi járás megszűnt, így a Komáromi is. Kisbér városi jogú nagyközségi rangot kapott, többi községe pedig a Komáromi és az Oroszlányi városkörnyék és a Kisbéri nagyközségkörnyék között került felosztásra.

### Községei 1950 és 1983 között
Az alábbi táblázat felsorolja a Komáromi járáshoz tartozott községeket, bemutatva, hogy mikor tartoztak ide, és hogy hova tartoztak megelőzően, illetve később.
Meg kell jegyezni, hogy a tanácsrendszer első éveiben, 1950 és 1954 között Komárom jogállása közvetlenül a járási tanács alá rendelt város volt, vagyis a járáshoz tartozott.
| Község            | Mikortól        | Honnan            | Meddig             | Hova                         |
| ----------------- | --------------- | ----------------- | ------------------ | ---------------------------- |
| Ács               | 1950. június 1. | Gesztesi járásból | 1983. december 31. | Komáromi városkörnyékhez     |
| Ácsteszér         | 1950. június 1. | Gesztesi járásból | 1983. december 31. | Kisbéri nagyközségkörnyékhez |
| Aka               | 1950. június 1. | Gesztesi járásból | 1983. december 31. | Kisbéri nagyközségkörnyékhez |
| Almásfüzitő       | 1958.           | Szőny területéből | 1983. december 31. | Komáromi városkörnyékhez     |
| Ászár             | 1950. június 1. | Gesztesi járásból | 1983. december 31. | Kisbéri nagyközségkörnyékhez |
| Bábolna           | 1958.           | Bana területéből  | 1983. december 31. | Komáromi városkörnyékhez     |
| Bakonybánk        | 1950. június 1. | Gesztesi járásból | 1983. december 31. | Kisbéri nagyközségkörnyékhez |
| Bakonysárkány     | 1950. június 1. | Gesztesi járásból | 1983. december 31. | Kisbéri nagyközségkörnyékhez |
| Bakonyszombathely | 1950. június 1. | Gesztesi járásból | 1983. december 31. | Kisbéri nagyközségkörnyékhez |
| Bana              | 1950. június 1. | Gesztesi járásból | 1983. december 31. | Komáromi városkörnyékhez     |
| Bársonyos         | 1950. június 1. | Gesztesi járásból | 1983. december 31. | Kisbéri nagyközségkörnyékhez |
| Császár           | 1950. június 1. | Gesztesi járásból | 1983. december 31. | Kisbéri nagyközségkörnyékhez |
| Csatka            | 1950. június 1. | Gesztesi járásból | 1983. december 31. | Kisbéri nagyközségkörnyékhez |
| Csép              | 1950. június 1. | Gesztesi járásból | 1983. december 31. | Komáromi városkörnyékhez     |
| Ete               | 1950. június 1. | Gesztesi járásból | 1983. december 31. | Kisbéri nagyközségkörnyékhez |
| Hánta             | 1950. június 1. | Gesztesi járásból | 1983. december 31. | Kisbéri nagyközségkörnyékhez |
| Kerékteleki       | 1950. június 1. | Gesztesi járásból | 1983. december 31. | Kisbéri nagyközségkörnyékhez |
| Kisbér            | 1950. június 1. | Gesztesi járásból | 1983. december 31. | Kisbéri nagyközségkörnyékhez |
| Kisigmánd         | 1950. június 1. | Gesztesi járásból | 1983. december 31. | Komáromi városkörnyékhez     |
| Mocsa             | 1950. június 1. | Gesztesi járásból | 1983. december 31. | Komáromi városkörnyékhez     |
| Nagyigmánd        | 1950. június 1. | Gesztesi járásból | 1983. december 31. | Komáromi városkörnyékhez     |
| Réde              | 1950. június 1. | Gesztesi járásból | 1983. december 31. | Kisbéri nagyközségkörnyékhez |
| Súr               | 1950. június 1. | Gesztesi járásból | 1983. december 31. | Kisbéri nagyközségkörnyékhez |
| Szák              | 1950. június 1. | Gesztesi járásból | 1983. december 31. | Oroszlányi városkörnyékhez   |
| Szend             | 1950. június 1. | Gesztesi járásból | 1983. december 31. | Oroszlányi városkörnyékhez   |
| Szőny             | 1950. június 1. | Gesztesi járásból | 1977. március 31.  | Komárom városhoz             |
| Tárkány           | 1950. június 1. | Gesztesi járásból | 1983. december 31. | Komáromi városkörnyékhez     |
| Vérteskethely     | 1950. június 1. | Gesztesi járásból | 1983. december 31. | Kisbéri nagyközségkörnyékhez |

### Történtei adatai
Megszűnése előtt, 1983 végén területe 856 km², népessége pedig mintegy 47 ezer fő volt.

## Lásd még
- 1950-es járásrendezés
- Komáromi kistérség
- Kisbéri kistérség